# Zandkustworm
De zandkustworm (Aktedrilus monospermathecus) is een ringworm uit de familie van de Naididae. De wetenschappelijke naam van de soort werd in 1935 voor het eerst geldig gepubliceerd door Knöllner.